# Сив огърличник
Сив огърличник (Glareola lactea) е вид птица от семейство Glareolidae.

## Разпространение
Видът е разпространен в Афганистан, Бангладеш, Бутан, Индия, Камбоджа, Китай, Лаос, Мианмар, Непал, Оман, Пакистан, Тайланд и Шри Ланка.